# NGC 6462
NGC 6462 is een elliptisch sterrenstelsel in het sterrenbeeld Draak. Het hemelobject werd op 5 juni 1885 ontdekt door de Amerikaanse astronoom Lewis A. Swift.

## Synoniemen
- MCG 10-25-85
- IRAS 17443+6155
- ZWG 300.63
- KARA 829
- ARAK 529
- 7ZW 740
- PGC 60790